# Mediterranea Saving Humans
Mediterranea Saving Humans APS è una «piattaforma di realtà della società civile» e «azione non governativa». È stata fondata per monitorare la situazione nel Mediterraneo e per salvare le persone che vi si trovassero in difficoltà dopo che la maggior parte delle altre ONG non erano più in condizione di agire a causa degli ostacoli legali posti dalle autorità italiane nel 2018. A tal fine, il gruppo gestisce le navi Mare Jonio e Alex sotto bandiera italiana. Il progetto si avvale anche della collaborazione dell'associazione tedesca Sea-Watch e di quella spagnola Proactiva Open Arms.

## Operazioni

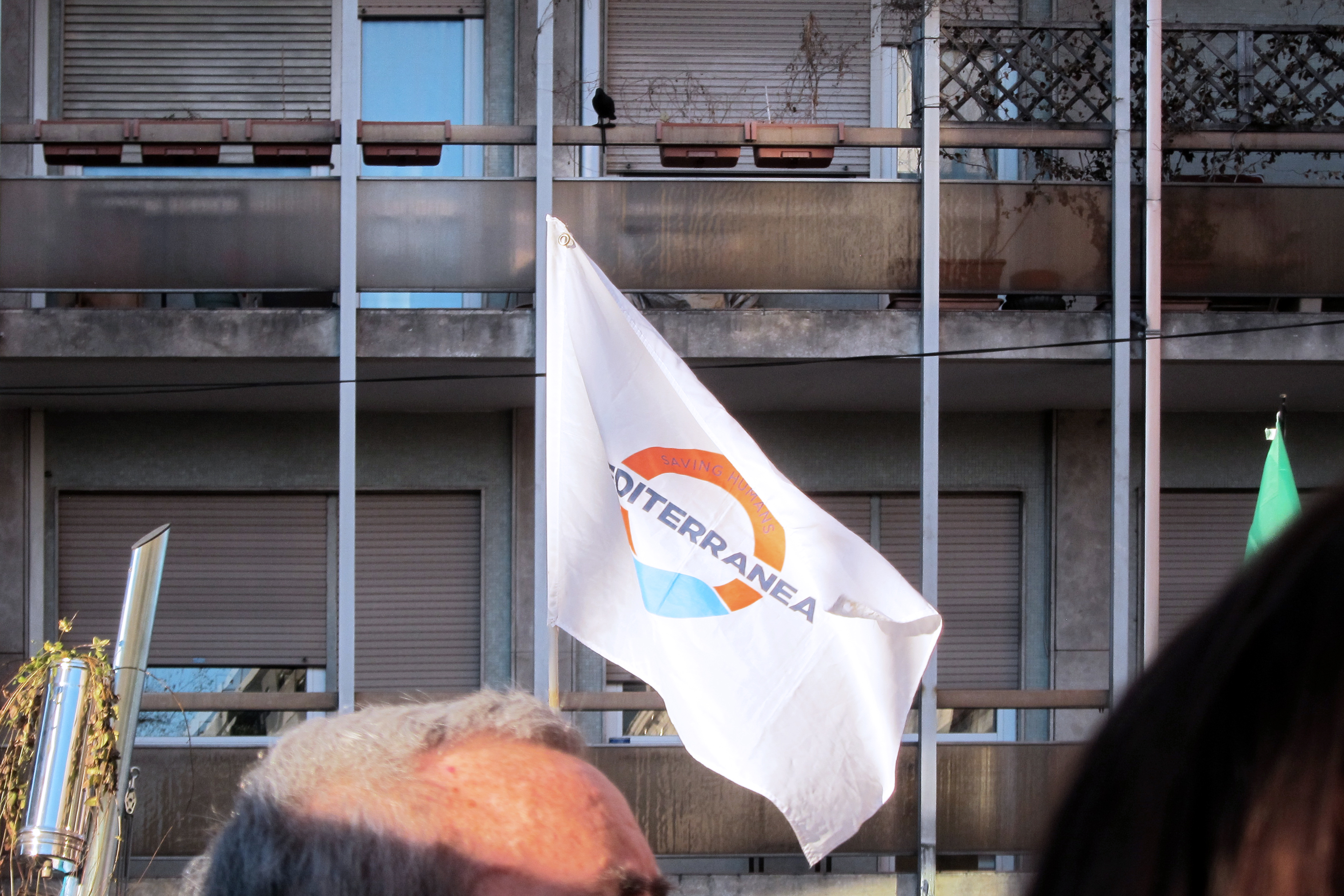
La bandiera di Mediterranea Saving Humans sventola ad una manifestazione contro la guerra a Mestre nel 2022

### Maggio 2019
Il 9 maggio 2019, l'equipaggio di Mare Jonio e la Guardia costiera italiana hanno salvato circa 66 persone al largo della costa libica, il cui gommone era stato capovolto dal mare. La nave ha accolto 30 persone. Il ministro degli Interni ha annunciato che a entrambe le navi non sarebbe stato permesso di portare le persone a terra, cosa che però è stata successivamente autorizzata. La nave si è quindi diretta a nord, dove è stata intercettata dalle autorità italiane ed è stata scortata a Lampedusa. Su disposizione del ministro degli interni, la sera del 10 la nave è stata posta sotto sequestro ed è stata avviata un'indagine per favoreggiamento dell'immigrazione clandestina. Gli attivisti hanno riferito di una ricerca, ma hanno negato il sequestro. Il 13 maggio il procuratore generale di Agrigento ha rigettato il sequestro preventivo della nave per mancanza di prove.

### Luglio 2019
Il 5 luglio 2019, la nave Alex, uno yacht a vela che in realtà era destinato solo ad accompagnare la Mare Jonio, ha raggiunto le acque al largo di Lampedusa con cinquantaquattro persone a bordo, soccorse il giorno prima. Come appena prima alla Sea-Watch 3, le autorità inizialmente hanno rifiutato il permesso di entrare. Il governo italiano ha rifiutato di accettare le persone a Lampedusa e ha fatto riferimento a Malta, che dista circa 100 km, in alternativa. La portavoce dell'organizzazione, Alessandra Sciurba, ha dichiarato il viaggio troppo lungo e impossibile per i passeggeri il 6 luglio 2019. Nel pomeriggio del 6 luglio 2019 il capitano Tommaso Stella è entrato nel porto di Lampedusa senza permesso. La nave era sovraccarica più di tre volte rispetto alla capacità approvata di undici membri di equipaggio. Da un punto di vista marittimo, pertanto, non era consentito rifiutare.

### Agosto-settembre 2019
Il 28 agosto la nave di soccorso Mare Jonio ha salvato circa 100 persone da una nave per rifugiati che affondava. Secondo i sopravvissuti, 6 persone, compresi anche bambini, erano precedentemente annegate. La guardia costiera italiana ha portato a terra bambini e donne a Lampedusa. A Mare Jonio è stato vietato che le restanti 34 persone salvate sbarcassero in un porto italiano perché gli operatori non avrebbero rispettato le leggi e provocato emergenze. L'autorizzazione allo sbarco «per motivi sanitari» è giunta dalla Capitaneria di porto il 2 settembre, dopo una tempesta e dopo che i migranti avevano iniziato uno sciopero della fame e della sete. La nave è stata posta però sotto sequestro fino a febbraio 2020, quando la magistratura ha accolto il ricorso di Mediterranea, disponendo il dissequestro immediato.

### Giugno-luglio 2020
A metà marzo 2020 l'organizzazione ha annunciato che le sue due navi Mare Ionio e Alex avrebbero sospeso la navigazione a causa della pandemia di COVID-19. La navigazione ha ripreso nel mese di giugno. Il 19 è avvenuto il recupero di sessantasette persone, che hanno potuto essere sbarcate a Pozzallo senza particolari ostacoli. Il 29 altre quarantatré persone sono state soccorse e nei giorni successivi sono state sbarcate ad Augusta. Poiché alcune di esse erano risultate positive al virus pandemico, l'equipaggio ha osservato la quarantena, terminata senza conseguenze il 15 luglio.